# Nisís Doroúsa
Nisís Doroúsa (Thorussa Island) är en ö i Grekland.   Den ligger i prefekturen Nomós Attikís och regionen Attika, i den sydöstra delen av landet, 50 km sydväst om huvudstaden Aten. Arean är 0,40 kvadratkilometer.
Terrängen på Nisís Doroúsa är platt. Den sträcker sig 0,8 kilometer i nord-sydlig riktning, och 0,9 kilometer i öst-västlig riktning.